# Бубнов, Андрей Семёнович
Андре́й Семёнович Бу́бнов — советский военный дирижёр, Заслуженный артист РСФСР, участник Великой Отечественной войны.

## Биография

### Детство и юность
Андрей Семёнович Бубнов родился 15 декабря 1922 года в селе Малые Крюки Обоянского уезда Курской губернии (ныне Обоянский район Курской области). Отец — Бубнов Семён Николаевич, пекарь, мать — Крестина Петровна, крестьянка.
В 1938 г. Андрей Бубнов окончил 7 классов неполной средней школы в родном селе и поступил в Курское музыкальное училище, где учился играть на валторне; окончил обучение в июне 1941, став добровольцем Красной Армии. Был направлен Ленинским РВК г. Курска на сооружение оборонительных укреплений вокруг города.

### Великая Отечественная война
5 октября 1941 г. был призван в ряды Красной Армии и направлен на учёбу в Воронежскую школу радиоспециалистов. По окончании этой школы был призван в состав частей действующей армии. С 1 января 1942 г. проходил службу в 44-й кавалерийской дивизии в должности музыканта трубвзвода.
В марте 1942 г. направлен в 7-ю гвардейскую кавалерийскую дивизию I гвардейского кавалерийского корпуса на должность старшины трубвзвода. Принимал участие в боевых операциях в составе Западного, Юго-Западного и I-го Украинского фронтов. Войну закончил при освобождении Чехословакии.
За участие в боевых действиях в годы войны награждён медалями «За боевые заслуги» и «За победу над Германией», а в послевоенный период орденами Отечественной войны II степени и Красной звезды, ещё двумя медалями «За боевые заслуги» и многими другими медалями.

### 1946—1959 годы. Женитьба. Учёба в консерватории
По окончании Великой Отечественной войны, в декабре 1945 г., кавалерийский корпус был передислоциран в Южно-Уральский военный округ, а в июне 1946 г. расформирован. Там, в городе Благовещенске, Андрей Бубнов познакомился с Марией Казаковой. С июня 1946 г. по июнь 1947 г. (в марте 1947 г. зачислен на сверхсрочную службу на должность старшины) — Андрей Бубнов музыкант-старшина оркестра первого Чкаловского авиационного училища. В 1947 году Андрей Семёнович Бубнов и Мария Архиповна Казакова поженились. В этом же году у них родилась дочь Валя, умершая в 1949 году. В 1950 году родился сын Владимир.
В сентябре 1947 г. Андрей Бубнов поступил на военно-морской факультет военных дирижёров при Ленинградской государственной консерватории им. Н. А. Римского-Корсакова. В 1952 г. был выпущен в звании лейтенанта. По окончании факультета — военный дирижёр оркестра Высшего военно-морского инженерного училища имени В. И. Ленина в Пушкине.
В 1953 г. учитель Бубнова — начальник военно-морского факультета военных дирижёров полковник Владимир Александрович Матвеев пригласил своего выпускника на должность преподавателя военно-оркестрового дела и командира курсантской роты факультета, где А. С. Бубнов проходил службу с июня 1953 г. по октябрь 1955 г. С октября 1955 г. по апрель 1960 г. — военный дирижёр оркестра Ленинградского Нахимовского училища ВМФ.
В 1959 году руководимый А. С. Бубновым оркестр Ленинградского Нахимовского училища занял 1-е место на конкурсе военных оркестров Ленинградской военно-морской базы.

### 1960—1986 годы. Оркестр Военно-медицинской академии
В 1960 году Андрей Семёнович Бубнов получил назначение на должность военного дирижёра оркестра Военно-медицинской академии имени С. М. Кирова, где прослужит 26 лет, вплоть до 1986 года, исполняя с 1960 по 1977 год обязанности начальника штаба военно-оркестровой службы Ленинградского военного округа — заместителя командира полка сводного оркестра Ленинградского гарнизона.
Оркестр Военно-медицинской академии под руководством А. С. Бубнова отличался особенно высоким качеством звучания и являлся одним из лучших военных оркестров Министерства Обороны СССР: коллектив в 1970 году становится лауреатом всеармейского конкурса оркестров Вооружённых сил СССР, финал которого состоялся в столице, а в 1983 году оркестр Военно-медицинской академии под руководством А. С. Бубнова награждён первой премией по итогам смотра-конкурса военных оркестров, посвящённого 65-годовщине Советской Армии и Военно-Морского флота, заключительный тур которого проходил с 10 по 14 февраля в Москве.
В концертный репертуар оркестра входили самые разнообразные произведения — от симфонической классики, включая Рихарда Вагнера, Александра Николаевича Скрябина и Александра Порфирьевича Бородина, до джазовых произведений Джорджа Гершвина. Оркестром академии под управлением А. С. Бубнова была впервые исполнена оркестровка для духового оркестра Первой симфонии Скрябина, созданная В. А. Матвеевым.

### Последние годы
Андрей Семёнович Бубнов уволился с военной службы в возрасте 64 лет в звании подполковника в 1986 году, имея за плечами 51 год выслуги (45 календарных лет).
В 1986—1987 учебном году А. С. Бубнов работал преподавателем музыкальной школы № 31 Ленинского района Ленинграда, затем в 1987—1988 году — дирижёром духового оркестра детской школы искусств им. Г. В. Свиридова.
А. С. Бубнов скоропостижно скончался 18 июля 1988 года в Ленинграде. Похоронен на Красненьком кладбище Санкт-Петербурга.

## Награды и звания
- Орден Отечественной войны II степени
- Орден Красной Звезды
- Три медали «За боевые заслуги»
- Медаль «За победу над Германией»
- Заслуженный артист РСФСР (1972)